# Шиаку (Горж)
Шиаку (рум. Șiacu) насеље је у Румунији у округу Горж у општини Сливилешти. Oпштина се налази на надморској висини од 202 m.

## Становништво
Према подацима из 2002. године у насељу је живело 371 становника, од којих су сви румунске националности.